# Helga Seidler

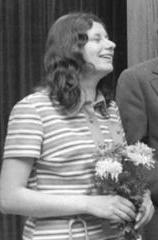
Helga Seidler wird im Dezember 1972 zum „Sportler des Jahres“ geehrt

Helga Seidler, geb. Fischer (* 5. August 1949 in Oberneuschönberg), ist eine deutsche Leichtathletin und Olympiasiegerin, die für die DDR startete. Ihr größter Erfolg ist die Goldmedaille bei den XX. Olympischen Spielen 1972 in München in der 4-mal-400-Meter-Staffel (3:22,95 min, zusammen mit ihren Teamkolleginnen Dagmar Käsling, Rita Kühne und Monika Zehrt).

## Leben
1971 wurde sie Doppeleuropameisterin: Im 400-Meter-Lauf (52,1 s) sowie in der 4-mal-400-Meter-Staffel (3:29,3 min, zusammen mit Ingelore Lohse, Rita Kühne und Monika Zehrt). Ebenfalls 1971 stellte sie zweimal einen neuen deutschen Rekord über 400 Meter auf: Am 26. Juni in Leipzig mit 52,2 s und am 12. August in Helsinki mit 52,1 s. Bei den Leichtathletik-Meisterschaften der DDR belegte sie 1972 den zweiten Platz. Mit der 4-mal-400-Meter-Staffel wurde Helga Seidler 1971 und 1972 in der Mannschaftswertung zur DDR-Sportlerin des Jahres gewählt.
Helga Seidler startete für den SC Karl-Marx-Stadt und trainierte bei Hans Hirt. In ihrer aktiven Zeit war sie 1,66 m groß und wog 55 kg. Sie lernte Musterweberin und wurde später Sportlehrerin. Beim SC Karl-Marx-Stadt war sie Trainerin und betreute unter anderem Rico Lieder. Später arbeitete sie im Sportprogramm einer Krankenkasse.
Sie wurde vom Sportbund der Stadt Münster beim Ball des Sports 2004 mit dem Sport-Oscar ausgezeichnet.

## Auszeichnungen (Auswahl)
- 1971 – Vaterländischer Verdienstorden in Bronze
- 1972 – Vaterländischer Verdienstorden in Silber